# Dieter Pfeifer
Dieter Pfeifer (Chemnitz, 28 novembre 1936) è un ex nuotatore tedesco.
Ha partecipato ai Giochi di Melbourne 1956 e di Tokyo 1964, gareggiando rispettivamente, nei 100m dorso e nei 400m individuale misti.